# Giuseppe Mastroleo
Giuseppe Mastroleo (ur. 1676 w Neapolu, zm. 1744 tamże) – włoski malarz barokowy. 
Jego nauczycielem był Paolo De Matteis, a do uczniów należał hiszpański malarz José Luzán.